# Ituaçu
Itambé ist eine brasilianische Gemeinde im Bundesstaat Bahia. Die Bevölkerung betrug nach IBGE-Schätzungen von 2021 18.127 Einwohner (ituaçuense) bei einer Fläche von 1.199,374 km². Die Entfernung zur Hauptstadt Salvador beträgt 525 km. Der Musiker und spätere Kulturminister Gilberto Gil hat in dem Ort einen Teil seiner Kindheit verbracht.

## Bekannte Persönlichkeiten
- Euvaldo José de Aguiar Neto (* 1982), Fußballspieler